# Фридрих Концилия
Фридрих Концилия  (на немски: Friedrich Koncilia) (роден на 25 февруари 1948) е австрийски футболист. Вратарят на Аустрия Клагенфурт, ССВ Инсбрук, Андерлехт и Аустрия Виена има общо 84 мача за националния отбор на Австрия, като участва на Световните първенства през 1978 и 1982.